# 陈云飞 (民运人物)
陈云飞（1967年8月13日—），四川维权人士，1990年代初毕业于北京农业大学，是八九民运参与者。2007年六四18周年当天，因在《成都晚报》上刊登“向坚强的64遇难者母亲致敬”的广告遭到当局的打压，被警察从家中带走，后以涉嫌煽动颠覆国家政权罪处以监视居住半年。他也曾数次试图到北京祭奠赵紫阳而受到成都警方的控制和警告。2011年因中国茉莉花革命被软禁家中。
2015年3月25日，陈云飞与其他20多人在四川新津县为在1989年六四事件中的死难学生肖杰、吴国峰扫墓后，在返回的路上被一百多名持枪特警拦截并带走。警方于30多天后告知其罪名为“寻衅滋事、煽动颠覆国家政权”，已被刑事拘留关押在四川省新津县看守所。后来检察院取消了“煽动颠覆国家政权”罪名，陈云飞涉嫌“寻衅滋事罪”一案将于2016年6月30日在成都市武侯区法院开庭审理。
2019年9月19日，陈云飞因為支持反送中運動被国保带走，10月19日从成都市温江区看守所取保获释。9月19日又被成都警方抓走，並於9月21日被以不知名罪由正式刑拘。2021年，陈云飞被当局以“涉嫌寻衅滋事罪”起诉，最终被法院改“强制猥亵、猥亵儿童”罪定罪，判处有期徒刑4年。
2021年12月4日獲得中國民主教育基金會（Chinese Democracy Education Foundation，简称 CDEF）頒發的第35屆傑出民主人士獎。2023年，获独立中文笔会第13届刘晓波写作勇气奖。